# Ezequiel Muñoz
Ezequiel Matías Muñoz (Pergamino, 8 ottobre 1990) è un calciatore argentino, difensore del Lanús.
Ritenuto dalla rivista sportiva settimanale spagnola Don Balón uno dei migliori calciatori nati dopo il 1989, è soprannominato El niño de Pergamino ed El Chiquito; da quest'ultimo deriva il nomignolo Chiqui, assegnatogli dall'ex compagno di squadra al Boca Juniors Nicolás Gaitán.

## Biografia
Il 18 giugno 2014 è diventato padre per la prima volta, di Jazmin, avuta dalla compagna Estefania.

## Caratteristiche tecniche
È un difensore forte fisicamente e dotato di potenza, solidità difensiva ed eccellente gioco aereo. Possiede anche precisione negli interventi, senso della posizione, determinazione e tempismo. È anche abile nell'anticipo, provando il tackle piuttosto che temporeggiare aspettando l'avversario, anche se non è velocissimo.

## Carriera

### Club

#### Argentinos Juniors
All'età di cinque anni, fino ai dieci anni, ha giocato nell'Argentinos Juniors (non la squadra di Buenos Aires, ma una piccola società della sua città).

#### Boca Juniors
A quattordici anni è arrivato il trasferimento al Boca Juniors, dove è stato soprannominato El Chiquito, e Muñoz è andato a vivere da solo. Inserito in prima squadra fin dai diciassette anni, nella stagione 2008-2009 ha giocato due partite nel campionato argentino, una partita in Coppa Libertadores e tre nella Copa Sudamericana.
Ha esordito in prima squadra, da titolare per tutti i novanta minuti, il 24 settembre 2008 nell'incontro internazionale contro l'LDU Quito (vittoria per 4-0) in quest'ultima manifestazione, mentre l'esordio in campionato risale al 12 aprile 2009 nella sconfitta per 1-0 in casa dell'Estudiantes de la Plata.
Tra il 28 aprile 2009 e il 29 ottobre dello stesso anno è stato fuori causa per un infortunio al legamento crociato del ginocchio con interessamento del menisco.
Con l'allenatore Alfio Basile è stato relegato tra le riserve, mentre dopo il cambio alla guida della squadra, con l'arrivo di Claudio Borghi, torna ad essere un titolare.

#### Palermo
Il 27 luglio 2010 l'agenzia argentina Dodici Corporation, che cura i suoi interessi, ha annunciato ufficialmente il passaggio del giocatore alla squadra italiana del Palermo in cambio di 6 milioni di dollari, pari a 4,6 milioni di euro. Il giovane difensore ha preferito lasciare la squadra ove era cresciuto visti anche gli arrivi dei connazionali pariruolo Christian Cellay, Juan Insaurralde e Matías Caruzzo. L'acquisto viene comunicato dalla società rosanero il 4 agosto 2010 e perfezionato presso la Lega Serie A il giorno successivo: la durata del contratto è di cinque anni, con ingaggio da 700.000 a stagione.
Esordisce con la maglia rosanero nel ritorno dei play-off di Europa League contro gli sloveni del Maribor (sconfitta per 3-2), giocando titolare. Il 29 agosto debutta nella massima serie italiana, giocando titolare la prima giornata di campionato pareggiata per 0-0 contro il Cagliari. Il 15 dicembre 2010 segna la sua prima rete sia in carriera che in maglia rosanero, nella partita valida per la sesta giornata della fase a gironi dell'Europa League in trasferta contro gli svizzeri del Losanna: realizza il gol partita all'86', da subentrante. Il 29 maggio 2011 realizza il suo secondo ed ultimo gol stagionale, quello del 2-1 momentaneo nella finale di Coppa Italia persa poi per 3-1 contro l'Inter. Al termine della stagione le presenze sono 42 fra campionato, Coppa Italia ed Europa League.
Titolare nel doppio confronto del terzo turno preliminare di Europa League contro gli svizzeri del Thun giocato all'inizio della stagione successiva, in seguito diviene riserva visti l'acquisto di Matías Silvestre, il recupero dall'infortunio di Mauro Cetto e il cambio di allenatore poiché Devis Mangia, subentrato a Stefano Pioli, schiera Giulio Migliaccio al centro della difesa. Gioca la prima partita in campionato il 10 dicembre, nella sconfitta casalinga per 1-0 contro il Cesena e valida per la quindicesima giornata, incontro nel quale subisce un'espulsione.
Con l'avvento in panchina di Bortolo Mutti torna a giocate titolare, concludendo la stagione 2011-2012 con 21 presenze (19 in campionato e 2 in Europa League) e una rete all'attivo, di testa su azione d'angolo, decisiva per il pareggio contro il Lecce nella 28ª giornata. In assenza per infortunio di Eros Pisano, ha giocato anche come terzino destro.
La stagione successiva si conclude con la retrocessione dei rosanero, sancita il 12 maggio 2013 dalla sconfitta esterna per 1-0 contro la Fiorentina della 37ª giornata. Muñoz scende in campo per 32 volte.
Nella stagione 2013-2014 viene nominato vice-capitano dietro Édgar Barreto dal tecnico Gennaro Gattuso. Un infortunio lo ha tenuto fuori dal campo per le prime partite stagionali, debuttando – per la prima volta con la fascia al braccio data l'iniziale assenza del paraguaiano – l'8 settembre 2013 nella gara vinta in trasferta contro il Padova per 3-0. In Brescia-Palermo (1-1) dell'ottava giornata di campionato ha raggiunto la centesima partita in maglia rosanero, così suddivise: 90 nei campionati, 7 nella coppa nazionale e 6 in ambito internazionale. In Palermo-Cittadella (3-1) della diciottesima giornata di campionato realizza la prima doppietta in carriera. Il 3 maggio 2014, dopo la vittoria contro il Novara per 1-0 in trasferta, ottiene la promozione in Serie A – con annessa vittoria del campionato – con cinque giornate d'anticipo. A fine stagione è inserito nella formazione ideale del campionato durante il "Gran Galà Top 11 Serie B", chiudendo con 33 presenze in campionato.
Nella stagione seguente è titolare in Serie A, fino a gennaio del 2015, quando, ricevuta la proposta di rinnovo del contratto in scadenza da parte del Palermo, egli la declina, e, non trovando più spazio in campo poiché lasciato in panchina o non convocato, lascia la squadra rosanero dopo aver disputato 142 partite e segnato 7 gol, siglando la sua ultima rete con i siciliani, del momentaneo 2-0 al 10º minuto, di petto da un assist di punizione di Achraf Lazaar, nella partita vittoriosa in casa contro il Cagliari (5-0), il 6 dello stesso mese.

#### Sampdoria
Il 2 febbraio 2015, ultimo giorno di calciomercato, si trasferisce in prestito oneroso fino a giugno alla Sampdoria. L'8 febbraio esordisce in blucerchiato giocando dal primo minuto la partita Samp-Sassuolo 1-1 ma al 41' è costretto ad uscire a causa di una lesione ad uno dei muscoli flessori del bicipite femorale della coscia destra. Rientrerà poi nel match Fiorentina-Sampdoria 2-0 alla fine al posto di Alessio Romagnoli.

#### Genoa
Il 15 luglio 2015, dopo essere rimasto svincolato, firma un contratto quadriennale con il Genoa. Fa il suo esordio con la maglia del grifone nella partita persa per 2-0 in casa dell'Empoli. Nel suo esordio a Marassi, nella sfida pareggiata per 0-0 contro il Napoli, è costretto ad abbandonare il campo al 41' minuto per un infortunio.
Tormentato dagli infortuni, termina la stagione con appena 18 presenze.
La stagione successiva fa il suo esordio alla seconda giornata, in occasione della trasferta (vittoria dei grifoni per 3-1) sul campo neutro di Pescara contro il Crotone. Chiude la stagione con 31 presenze in campionato ed una in Coppa Italia.

#### Leganés
L'8 agosto 2017 passa a titolo definitivo al Leganés, per una cifra di 2 milioni di euro. Dieci giorni dopo, ha esordito con il club, in una vittoria casalinga per 1-0 contro il Deportivo Alavés.

#### Lanús
Il 12 giugno 2019, Muñoz è tornato in Argentina, firmando per il Lanús.

#### Independiente
Il 25 settembre 2020, firmerà per l'Independiente, militante nella Superliga. Per il club, in una stagione, totalizzerà solamente 7 presenze.

#### Estudiantes
Il 14 gennaio 2022, Muñoz ha si è accordato per firmare un nuovo contratto con l'Estudiantes. La sua esperienza, però, non parte assolutamente nel migliore dei modi, fratturandosi il legamento crociato anteriore del ginocchio sinistro, a 13 minuti dalla fine durante un incontro con il Gimnasia La Plata pareggiata per 1-1.

### Nazionale
Nel 2009 era stato convocato dal commissario tecnico della Nazionale argentina Diego Armando Maradona per un'amichevole contro il Panama, in una squadra esclusivamente formata da giocatori militanti nel campionato argentino e ricordata come la volta in cui Maradona convocò sette giocatori infortunati, tra cui appunto Muñoz (come già citato sopra), che dovette quindi rinunciare alla convocazione.

## Statistiche

### Presenze e reti nei club
Statistiche aggiornate al 14 maggio 2025.
| Stagione                | Squadra                 | Campionato              | Campionato | Campionato | Coppe nazionali | Coppe nazionali | Coppe nazionali | Coppe continentali | Coppe continentali | Coppe continentali | Altre coppe | Altre coppe | Altre coppe | Totale | Totale |
| Stagione                | Squadra                 | Comp                    | Pres       | Reti       | Comp            | Pres            | Reti            | Comp               | Pres               | Reti               | Comp        | Pres        | Reti        | Pres   | Reti   |
| ----------------------- | ----------------------- | ----------------------- | ---------- | ---------- | --------------- | --------------- | --------------- | ------------------ | ------------------ | ------------------ | ----------- | ----------- | ----------- | ------ | ------ |
| 2008-2009               | Boca Juniors            | PD                      | 2          | 0          | -               | -               | -               | CS+CL              | 4+1                | 0                  | -           | -           | -           | 7      | 0      |
| 2009-2010               | Boca Juniors            | PD                      | 15         | 0          | -               | -               | -               | -                  | -                  | -                  | -           | -           | -           | 15     | 0      |
| Totale Boca Juniors     | Totale Boca Juniors     | Totale Boca Juniors     | 17         | 0          |                 | -               | -               |                    | 5                  | 0                  |             | -           | -           | 22     | 0      |
| 2010-2011               | Palermo                 | A                       | 34         | 0          | CI              | 4               | 1               | UEL                | 4                  | 1                  | -           | -           | -           | 42     | 2      |
| 2011-2012               | Palermo                 | A                       | 19         | 1          | CI              | 0               | 0               | UEL                | 2                  | 0                  | -           | -           | -           | 21     | 1      |
| 2012-2013               | Palermo                 | A                       | 32         | 0          | CI              | 0               | 0               | -                  | -                  | -                  | -           | -           | -           | 32     | 0      |
| 2013-2014               | Palermo                 | B                       | 33         | 3          | CI              | 0               | 0               | -                  | -                  | -                  | -           | -           | -           | 33     | 3      |
| 2014-feb. 2015          | Palermo                 | A                       | 13         | 1          | CI              | 1               | 0               | -                  | -                  | -                  | -           | -           | -           | 14     | 1      |
| Totale Palermo          | Totale Palermo          | Totale Palermo          | 131        | 5          |                 | 5               | 1               |                    | 6                  | 1                  |             | -           | -           | 142    | 7      |
| feb.-giu. 2015          | Sampdoria               | A                       | 4          | 0          | CI              | 0               | 0               | -                  | -                  | -                  | -           | -           | -           | 4      | 0      |
| 2015-2016               | Genoa                   | A                       | 18         | 0          | CI              | 0               | 0               | -                  | -                  | -                  |             | -           | -           | 18     | 0      |
| 2016-2017               | Genoa                   | A                       | 31         | 0          | CI              | 1               | 0               | -                  | -                  | -                  | -           | -           | -           | 32     | 0      |
| Totale Genoa            | Totale Genoa            | Totale Genoa            | 49         | 0          |                 | 1               | 0               |                    | -                  | -                  |             | -           | -           | 50     | 0      |
| 2017-2018               | Leganés                 | PD                      | 18         | 0          | CR              | 2               | 0               | -                  | -                  | -                  | -           | -           | -           | 20     | 0      |
| 2018-2019               | Leganés                 | PD                      | 3          | 0          | CR              | 0               | 0               | -                  | -                  | -                  | -           | -           | -           | 3      | 0      |
| Totale Leganés          | Totale Leganés          | Totale Leganés          | 21         | 0          |                 | 2               | 0               |                    | -                  | -                  |             | -           | -           | 23     | 0      |
| 2019-2020               | Lanús                   | PD                      | 22         | 1          | CA+CdS          | 4+1             | 0               | CS                 | 2                  | 0                  | -           | -           | -           | 29     | 1      |
| 2021                    | Independiente           | PD                      | 0          | 0          | CA+CM+CdL       | 0               | 0               | CS+CS              | 0                  | 0                  | -           | -           | -           | 0      | 0      |
| 2022                    | Estudiantes (LP)        | PD                      | 0          | 0          | CA+CdL          | 0+6             | 0               | CL                 | 2                  | 0                  | -           | -           | -           | 8      | 0      |
| 2023                    | Estudiantes (LP)        | PD                      | 5          | 0          | CA+CdL          | 3+8             | 0               | CS                 | 1                  | 0                  | -           | -           | -           | 17     | 0      |
| Totale Estudiantes (LP) | Totale Estudiantes (LP) | Totale Estudiantes (LP) | 5          | 0          |                 | 17              | 0               |                    | 3                  | 0                  |             | -           | -           | 25     | 0      |
| 2024                    | Lanús                   | PD                      | 20         | 1          | CA+CdL          | 0+9             | 0+1             | CS                 | 5                  | 0                  | -           | -           | -           | 34     | 2      |
| 2025                    | Lanús                   | PD                      | 8          | 0          | CA              | 1               | 0               | CS                 | 3                  | 0                  | -           | -           | -           | 12     | 0      |
| Totale Lanús            | Totale Lanús            | Totale Lanús            | 50         | 2          |                 | 15              | 1               |                    | 10                 | 0                  |             | -           | -           | 75     | 3      |
| Totale carriera         | Totale carriera         | Totale carriera         | 277        | 7          |                 | 40              | 2               |                    | 24                 | 1                  |             | -           | -           | 341    | 10     |

## Palmarès

### Club

#### Competizioni nazionali
- Campionato italiano di Serie B: 1

Palermo: 2013-2014
- Copa Argentina: 1

Estudiantes: 2023